# Belén Gualcho (kommun)
Belén Gualcho är en kommun i Honduras.   Den ligger i departementet Departamento de Ocotepeque, i den västra delen av landet, 180 km väster om huvudstaden Tegucigalpa. Antalet invånare är 11 345.